# Fashloom

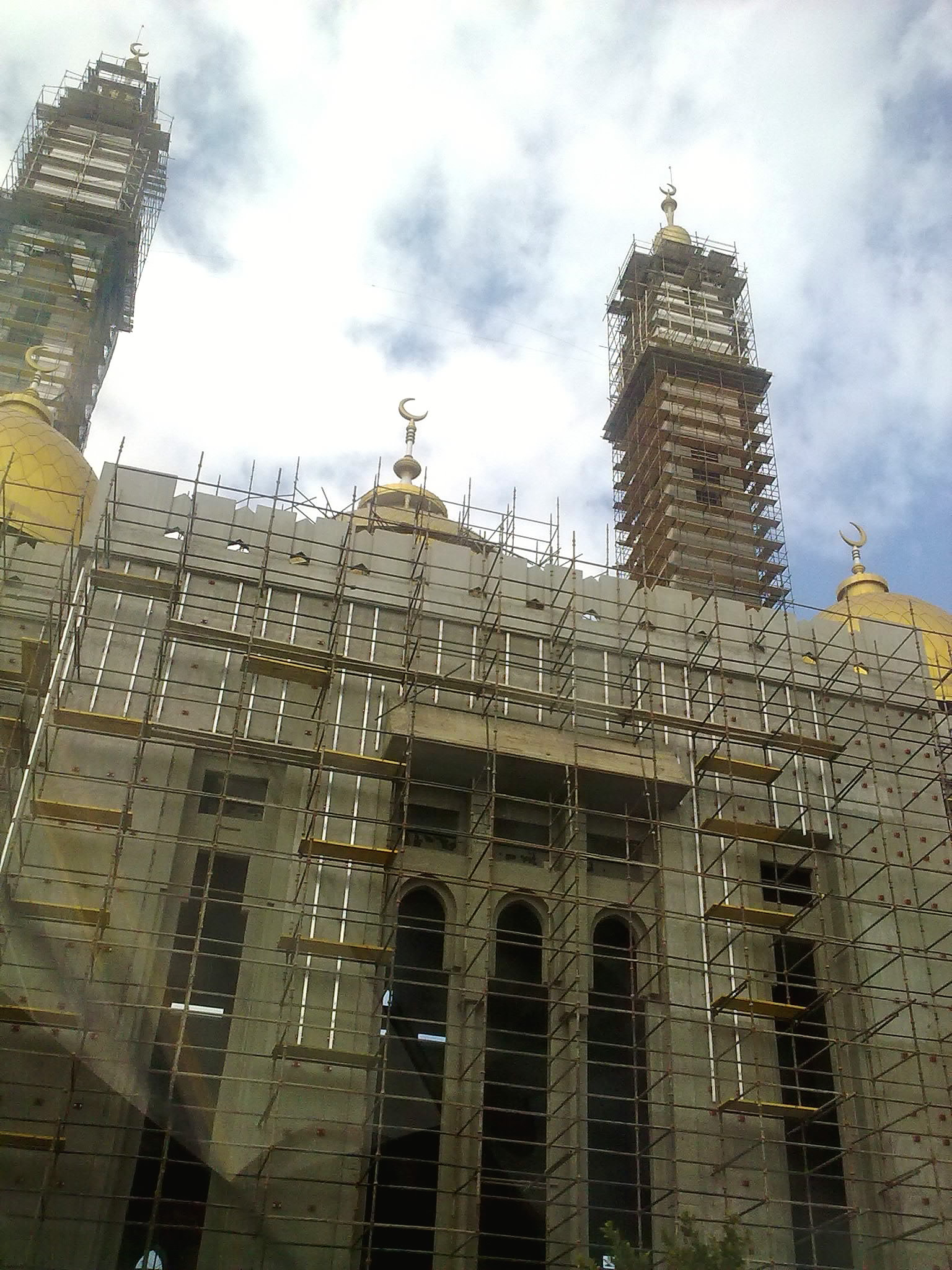

El distrito de El Fashloom es un suburbio de Trípoli (Libia) . Se encuentra en el interior, al sur del suburbio de al-Zawiyat Dahmani, y al sureste de la Plaza Verde . Es uno de los distritos más pobres de la ciudad.
En 22 de febrero de 2011, durante las protestas de Libia de 2011, hay informes de que ha sido acordonada por las fuerzas de seguridad libias.